# 690
| [ Edytuj tabelę ]          |                                            |
| Cesarz Bizancjum           | - 685 Justynian II Rhinotmetos 695         |
| Chan Bułgarii              | - 681 Asparuch 701                         |
| Cesarz Chin                | - 684 Tang Ruizong 690 - 690 Wu Zetian 705 |
| Król Essexu                | - 664 Sebbi 694                            |
| Król Franków               | - 679 Teuderyk III 691                     |
| Cesarz Japonii             | - 686 Jitō 697                             |
| Kalif                      | - 685 Abd al-Malik 705                     |
| Patriarcha Konstantynopola | - 687 Paweł III 693                        |
| Król Longobardów           | - 688 Kuninkpert 700                       |
| Król Mercji                | - 675 Ethelred I 704                       |
| Król Nortumbrii            | - 685 Aldfrith 704                         |
| Papież                     | - 687 Sergiusz I 701                       |
| Król Wessexu               | - 688 Ine 726                              |
| Król Wizygotów             | - 687 Egika 701                            |

Rok 690 / DCXC
stulecia: VI wiek ~
VII wiek ~
VIII wiek

lata: 680 «
685 «
686 «
687 «
688 «
689 «
690
» 691
» 692
» 693
» 694
» 695
» 700

## Wydarzenia
- 18 sierpnia – Wu Zetian została jedyną kobietą-cesarzem w historii Chin.
- W Górnym Nigrze powstało państwo Gao (data sporna lub przybliżona).

## Urodzili się
- Pelayo